# Neuromasto

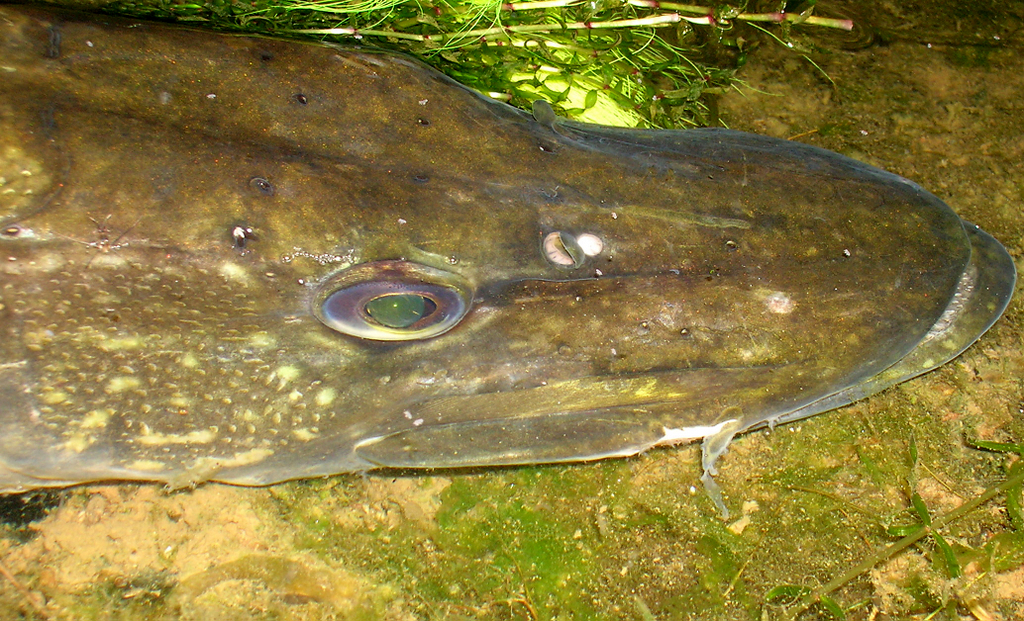
Neuromastos num lúcio (os pequenos buracos na linha lateral)

Neuromastos são células receptoras ciliadas juntamente com células acessórias. Estes são expostos através dos poros da linha lateral em peixes e anfíbios em contato com a água. Esta estrutura é muito semelhante ao ouvido interno dos vertebrados. Percebem vibrações, variações de temperatura, ondas de choque e alguns parâmetros químicos na água. 